# 席爱仁

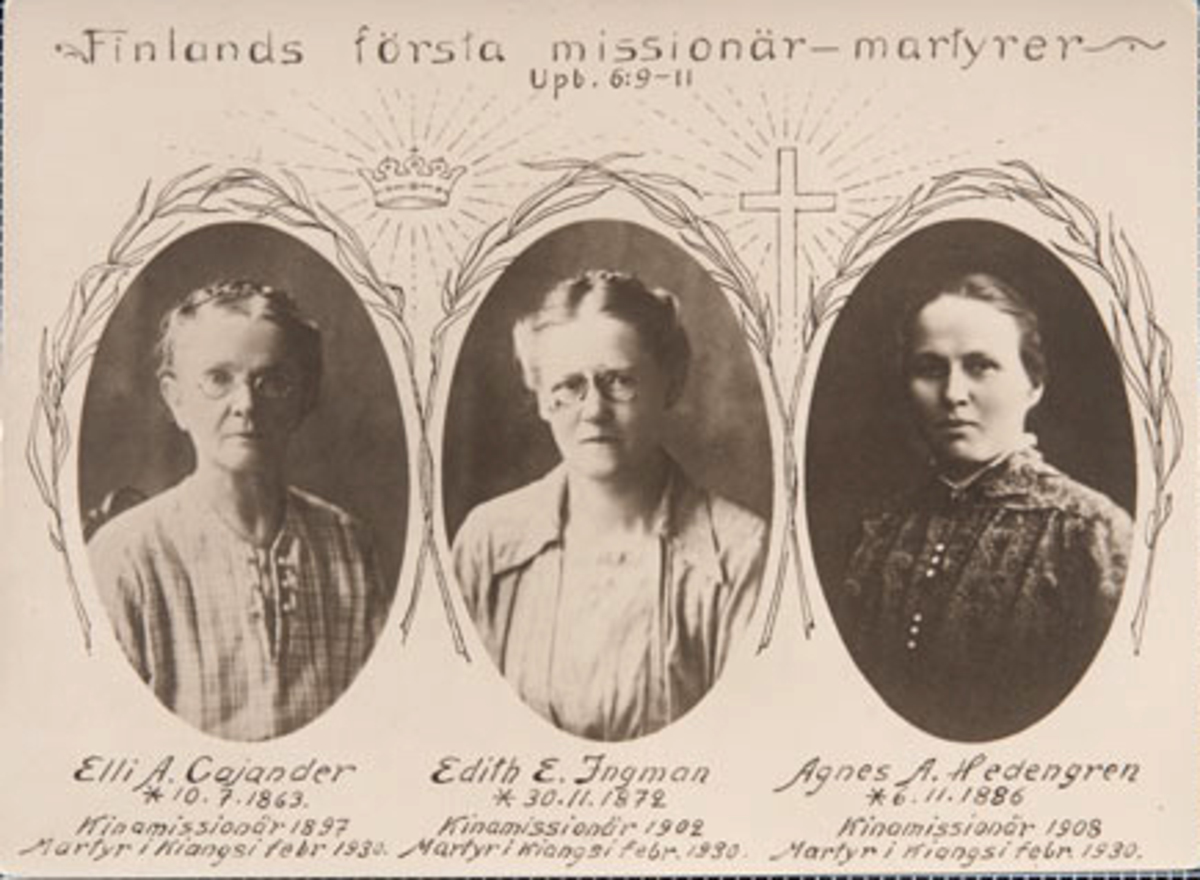
芬兰首批传教殉道士，右为席爱仁

席爱仁（瑞典語：Agnes A. Hedengren，1886年11月6日—1930年），姓名音译为昂内斯·赫登格伦，芬兰自由宣教会女宣教士。在中国江西省永新县等地兴办教育及宣教达20年之久。她性格安静，身体较孱弱，但勇敢坚强，在战乱中仍坚守本位。最后于1930年在江西省吉水县殉道。

## 传教
1909年芬兰基督教女青年會在米凯利举行的全国性年会上决定派遣席爱仁前往中国传教。席爱仁于1909年从芬兰抵达中国。她先在扬州内地会语言学校学习中文，然后分派至江西永丰宣教站工作。该宣教站是由资深芬兰宣教士安彩鸾（J. W. Arpiainen）和内地会宣教士邓传喜（Henrietta M. Duncan）创立于1907年。席爱仁到达不久后，邓传喜派往万安创立新宣教站。此后席爱仁和安彩鸾一起主持永丰宣教工作数年之久。1913年，芬兰宣教士林姑娘（E. A. Flinkman，汉名可能为林满英）奉派到永丰与她们同工。她们是内地会的伙伴宣教士，因其所属的芬兰自由宣教会规模较小，力量有限，故委托内地会照管她们。
她们在永丰宣教不易，到1915年时仅有八人受洗。1916年安彩鸾回芬兰述职，席爱仁一人主持在永丰的宣教工作。长期辛劳使她体力透支、健康受损。所以当安彩鸾在1917年回来后，她即返回芬兰调养身体，直至1923年再次来华。
1923年2月，席爱仁安排到乐平工作。1925年又到吉安，1926年初再转到永新，与康月娥和颜懿廉同工。席爱仁为人安静、工作勤恳，辅助康月娥处理福音站和男校女校各项工作，称为康月娥的得力助手。

## 遇难

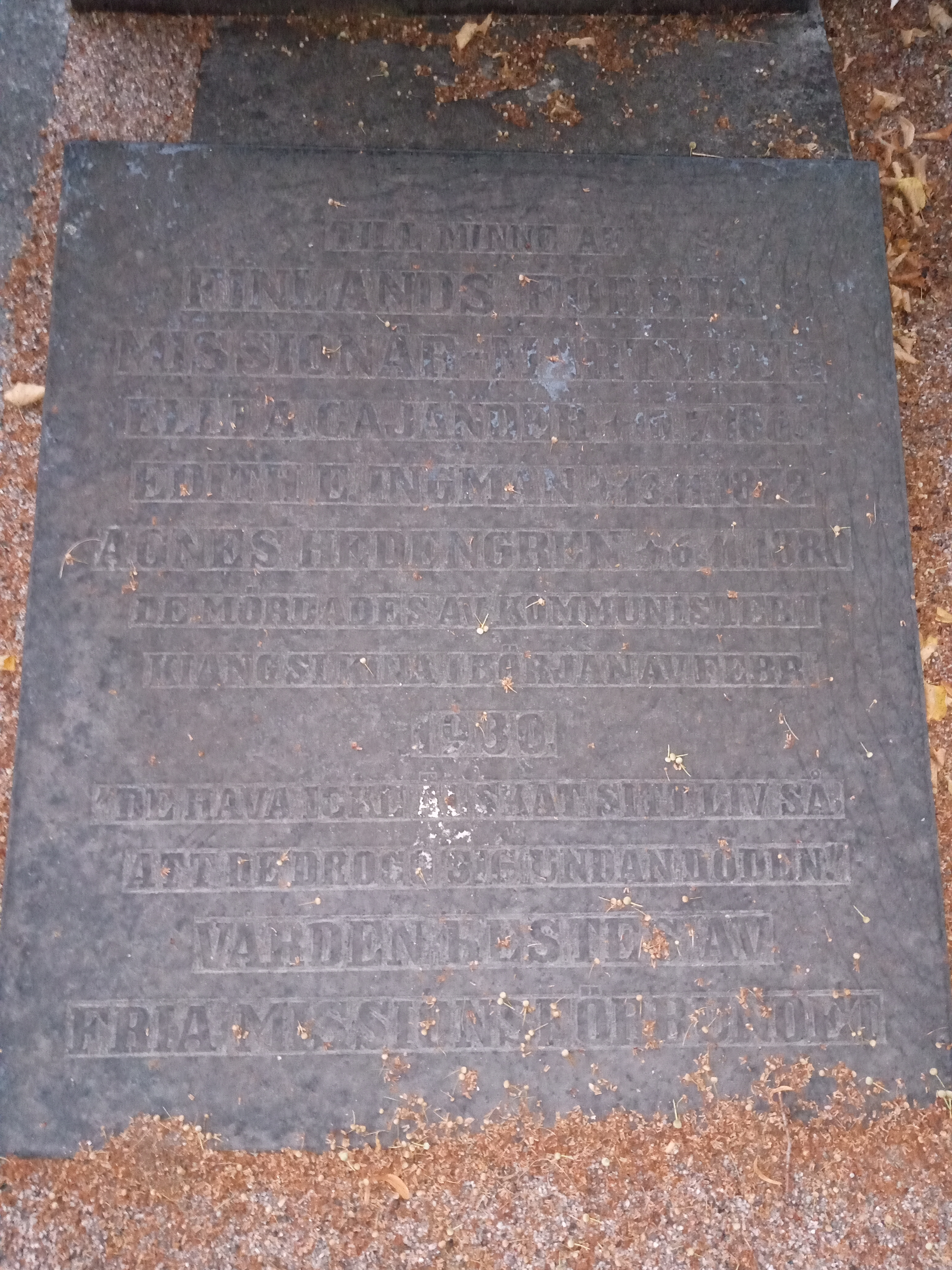
为三人设立的纪念牌，位于芬兰赫尔辛基希耶塔涅米墓园阿格内斯·梅耶尔的墓地上（V6-6-79）

1925年以后，中国政局动荡不安，军阀混战，国民革命军北伐。1927年4月，南京发生了外侨被杀的“南京事件”，欧美使领馆下令撤侨，许多西方宣教士也纷纷撤至沿海城市。但席爱仁和康月娥、颜懿廉却坚持留在永新。永新地处国共两郡争夺的要低，自1928年以后，永新几经易手。1928年5月，共产党工农革命军占领永新，她跟随康月娥逃往吉安。当战事稍缓后，她们就立刻回到永新宣教站。1929年11月27日，永新、宁冈和莲花等地再度落入红军手中，整个地区的教会工作均告停止，同时亦有教徒被杀或被捕事情发生。当时在永丰宣教站的任姑娘（Miili E. Keränen）和农姑娘（Tyyne E. Sihvonen）需要帮助，请求席爱仁过去相助。她不顾自己体弱多病，毅然前往。但途径吉安时病倒暂留吉安养病。不久，康月娥和颜懿廉亦逃难至吉安，三人得以重聚。
1930年1月底，红军进占吉安。席爱仁拖着病体，与康月娥和颜懿廉随大批难民北逃。为了照顾她和年迈的康月娥，她们改从水路乘船北上，欲前往清江镇（今樟树）避难，却不幸在途中被红军发现而被捕。年迈的康月娥不堪忍受惊吓、冻馁与苦虐，在被捕三日后辞世。席爱仁和颜懿廉也相继遇害。而据芬兰语维基，颜懿廉在1930年2月2日在一个寺庙里被害，第二天康月娥和席爱仁在同一地点被害。